# ドゥダール・ド・ラグレ級砲艦
| ドゥダール・ド・ラグレ級砲艦 | ドゥダール・ド・ラグレ級砲艦                                                   |
| ---------------------------- | ------------------------------------------------------------------------------ |
|                              |                                                                                |
| 艦級概観                     |                                                                                |
| 艦種                         | 河川砲艦                                                                       |
| 艦名                         | 人名                                                                           |
| 前級                         |                                                                                |
| 次級                         | ヴィジラント級                                                                 |
| 要目（バルニー）             |                                                                                |
| 排水量                       | 基準：201トン                                                                  |
| 全長                         | 54.4m                                                                          |
| 全幅                         | 7.01m                                                                          |
| 吃水                         | 1.37m                                                                          |
| 機関                         | フーシェ式水管缶2基 往復動機関2基 2軸、1,300馬力                               |
| 速力                         | 14.0ノット                                                                     |
| 航続距離                     |                                                                                |
| 燃料                         | 石炭：27t                                                                      |
| 乗員                         | 59名                                                                           |
| 兵装                         | 37mm回転式機砲6門 （竣工時） 75mm単装砲1門 37mm速射砲2門 8mm機銃4挺 （改装後） |
| 註                           | 数値はバルニーのもの                                                           |

ドゥダール・ド・ラグレ級砲艦（ドゥダール・ド・ラグレきゅうほうかん、フランス語:Chaloupe Canonnière Classe Doudart de Lagrée）はフランスが建造した河川砲艦。同型艦2隻。文献によっては同一の艦級とはしない。

## 概要
義和団の乱以降ドイツとイギリス、アメリカは清国の揚子江流域に砲艦を派遣した。一方フランスは清国南部に派遣、後にアルギュスとヴィジラントも派遣される。これは海軍部が清国内での影響力強化を決定したことによるもので、名目上は清国内のキリスト教カトリック宣教団、特にパリ外国宣教会の保護であったが、実際は政治、経済的な理由であった。一番艦ドゥダール・ド・ラグレは第一次大戦前に竣工するが、2番艦バルニーは大戦の影響で戦後の竣工となり、艦容などが異なる。

## 艦型
船首楼のない平甲板型で艦首はスプーンバウを採用。主砲は前部主甲板上に、37mm機砲は上構一階の屋上部分に、機銃は煙突挟んだ前後に装備されていた。主缶はフーシェ式石炭専焼缶2基、三段膨脹式往復動機関2基2軸推進で、速力はドゥダール・ド・ラグレが13kt、バルニーは14ktであった。
武装はM1885 37mm5連装回転式機砲が6門であったが、ドゥダール・ド・ラグレは1918年、バルニーは1930年代に改装を受け、M1897 75mm砲1門、M1902 40口径37mm砲2門、Mle1907 8mm機銃4挺となった。

## 同型艦
- ドゥダール・ド・ラグレ（フランス語: Doudart de Lagrée）（1909年竣工、1949年除籍後不詳）
- バルニー（中国語: 柏年号浅水炮舰）（1920年竣工、1944年中華民国海軍に譲渡され、「法庫」と改名、以降不詳）